# Bazalt

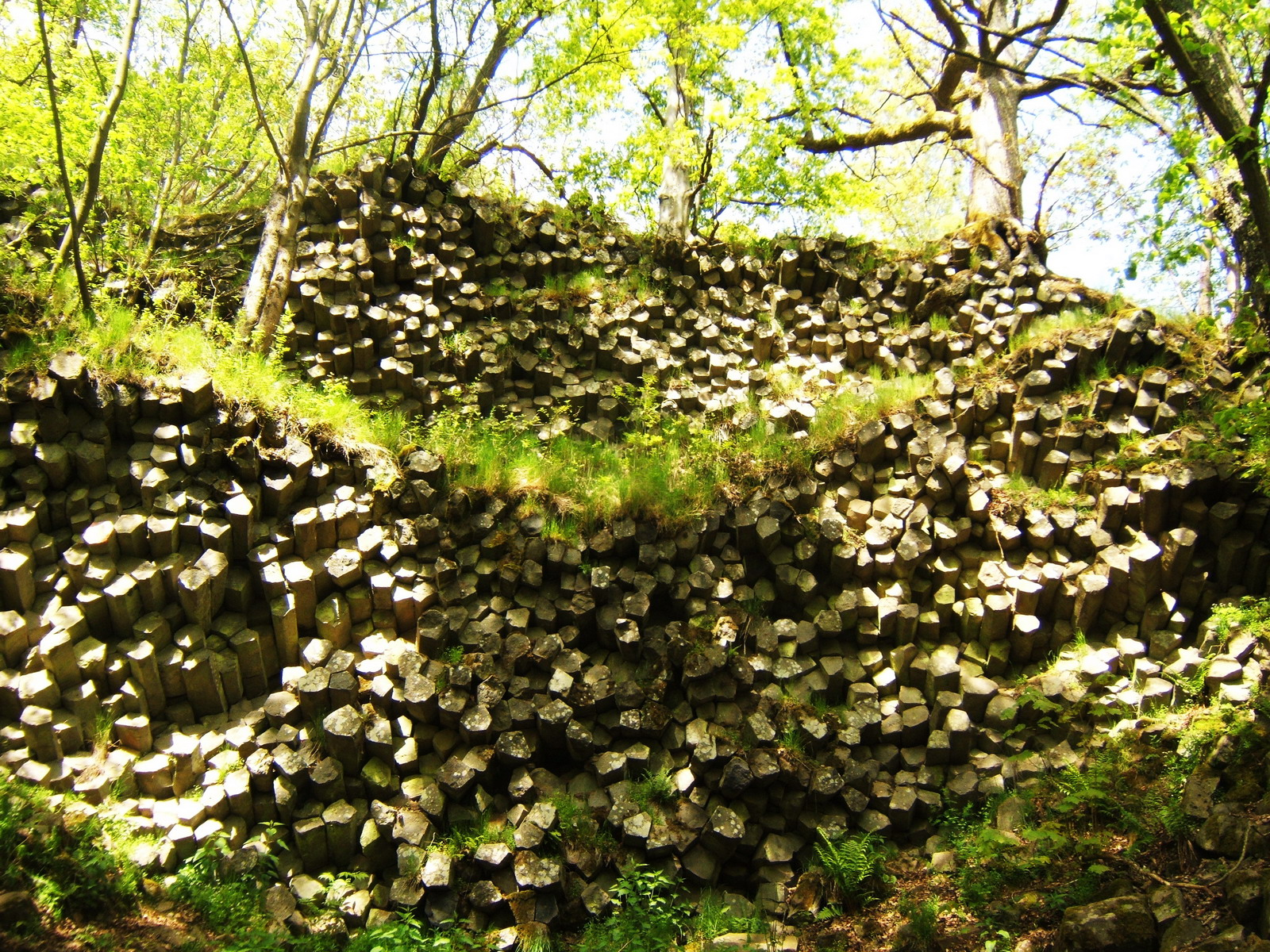
Coloane prismatice de bazalt Gangolfsberg in Rhön

Bazaltul este o rocă magmatică numită și rocă vulcanică bazică fiind un amestec de silicați de fier și magneziu cu olivina și piroxeni ca și minerale bogate în calciu, feldspat.

## Etimologie
Denumirea de "bazalt" este prima oară folosită în secolul XVIII-lea într-un dicționar etimologic german, preluat din limba greacă βασανίτης [λίθος], basanítēs [líthos], "piatră de încercare", respectiv βάσανος, básanos, unealtă de piatră.

## Geneza
Bazaltul ia naștere prin erupția unui vulcan din lava fluidă (cu viscozitate redusă) și un conținut sărac în acid silicic și care ajuns la suprafața pământului se răcește relativ repede. Magma din care ia naștere bazaltul spre deosebire de granit este o magmă bazică.

## Aspect

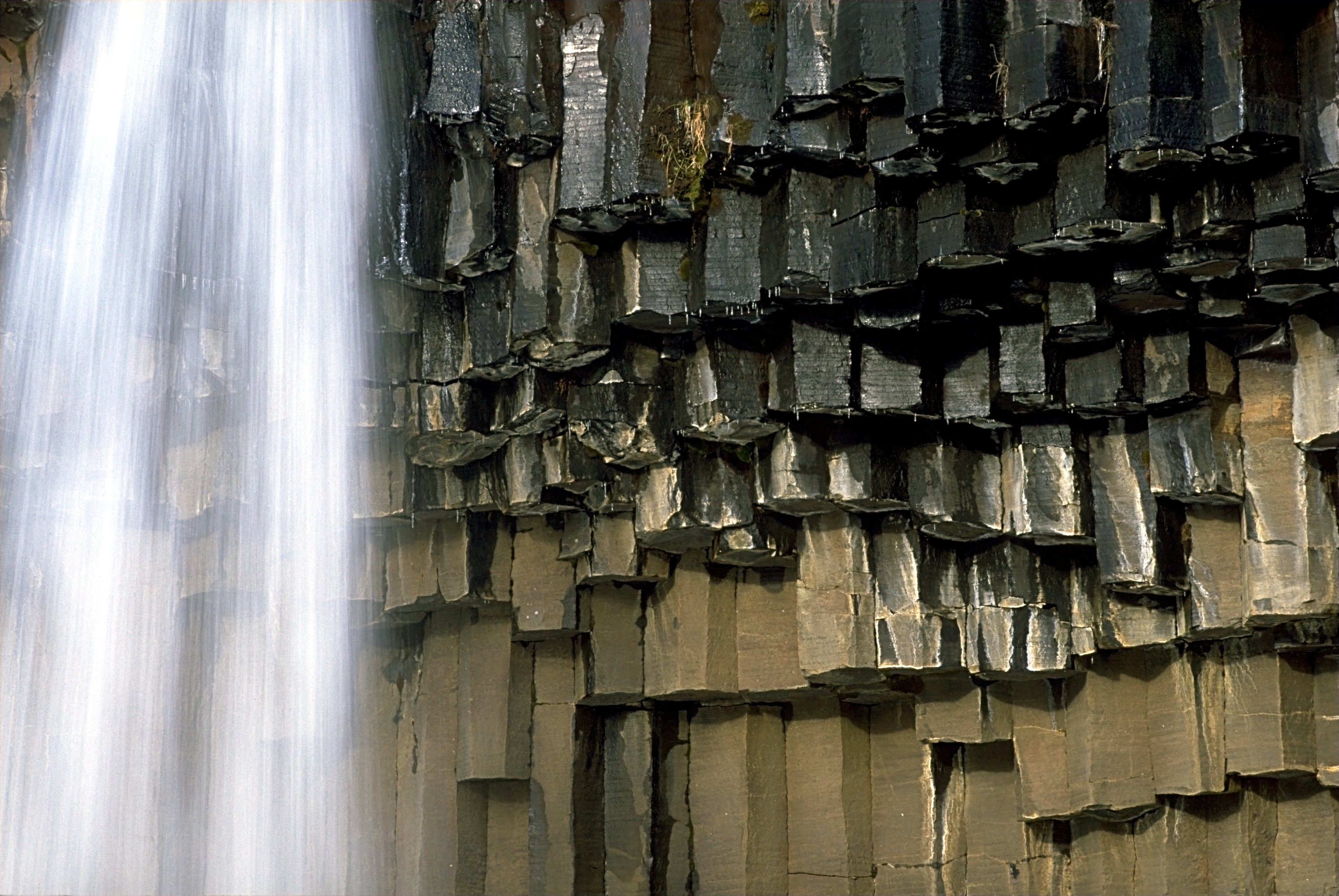
Coloane de bazalt, Svartifoss, Islanda

În mod obișnuit bazaltul are o culoare cenușie închisă cu nuanțe de culoare până la negru, apărând ca o masă cu granulație fină, uneori cu incluziuni de roci de o culoare diferită. Această granulație fină a bazaltului este determinată de procesul de răcire relativ rapidă a lavei, în cazul unei răciri mai lente se formează coloanele de bazalt hexagonale.

## Plutonite - Vulcanite
Granit - Riolit

Granodiorit - Dacit

Diorit - Andezit

Sienit - Trahit

Gabro - Bazalt

## Răspândire

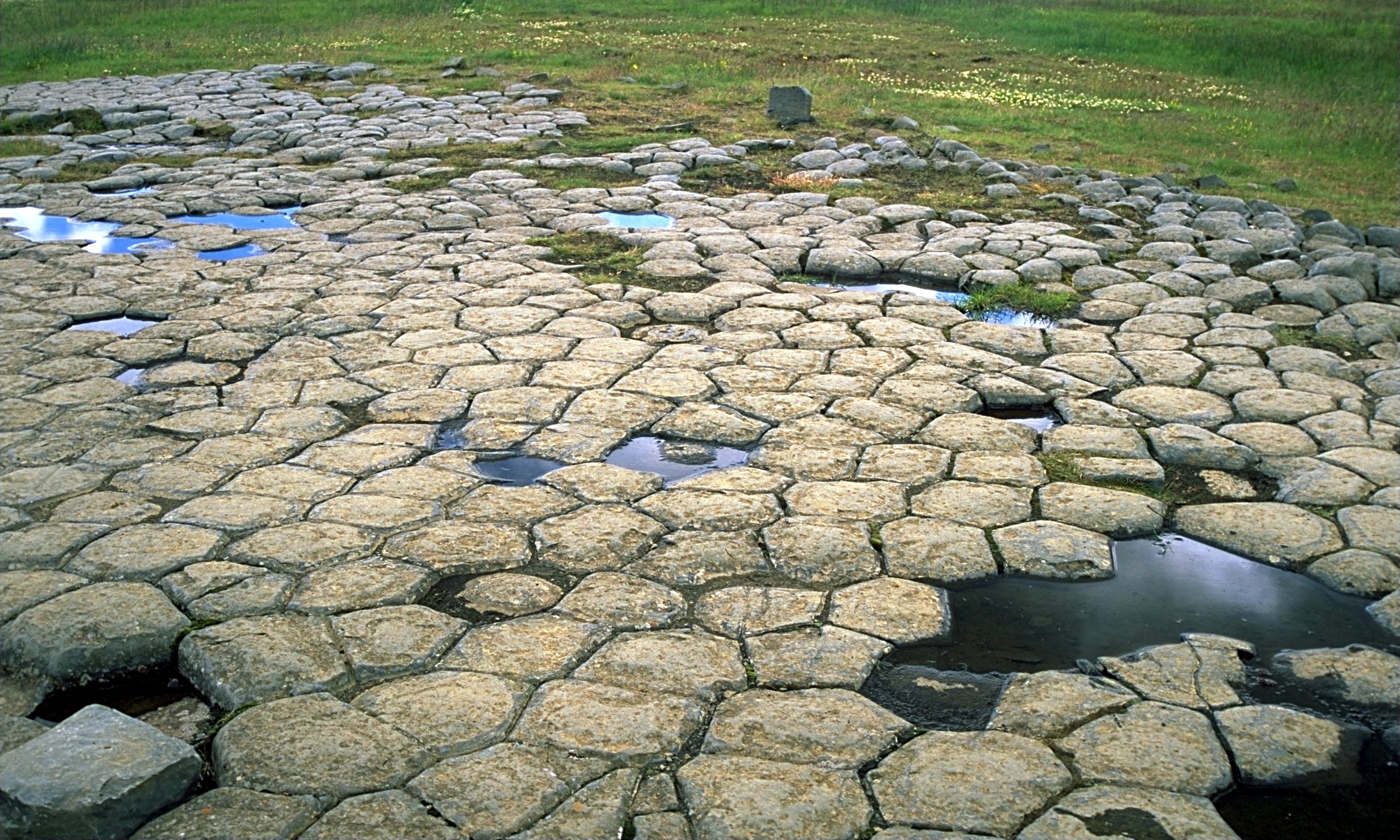
Bazalt în Islanda loc Kirkjubaejarklaustur

Bazaltul poate fi întâlnit pe fundul mărilor, fiind denumit
- MORB (mid ocean ridge basalt) apărând la linia de contact a plăcilor oceanice, sau pe uscat numit
- CMB (continental margin basalt),la linia de contact a plăcilor oceanice cu cele continentale,
- IAB (island arc basalt) la linia de contact a două plăci oceanice
- OIB (ocean island basalt) fiind situat pe placa tectonică mai mult sau mai puțin central,

astfel pe continente apare acolo unde sunt crăpături profunde în scoarța terestră înlesnind ieșirea lavei la suprafață, fiind roca cea mai răspândită.

## Răspândire în univers
Este de asemenea răspândit pe planete asemănătoare Pământului ca și: Mercur, Venus, Marte ca și pe Lună (satelitul Pământului), sau pe meteoriți cu o aceeași compoziție ca a bazaltului terestru.

## Utilizare
Datorită durității lui este utilizat la pavarea străzilor, la căile ferate, ca material de construcție, în grădini ca ornament, prin anii 1950 și 1960 s-a folosit ca mozaic. Coloanele de bazalt alcătuiesc și o atracție turistică. Astfel de locuri pot fi amintite ca: Eifel (Mendig) și Siebengebirge în Germania sau lângă Etna în Sicilia, Detunata în România.
Bazaltul care conține mai multă olivină devine sfărămicios neputând fi utilizat în construcții.

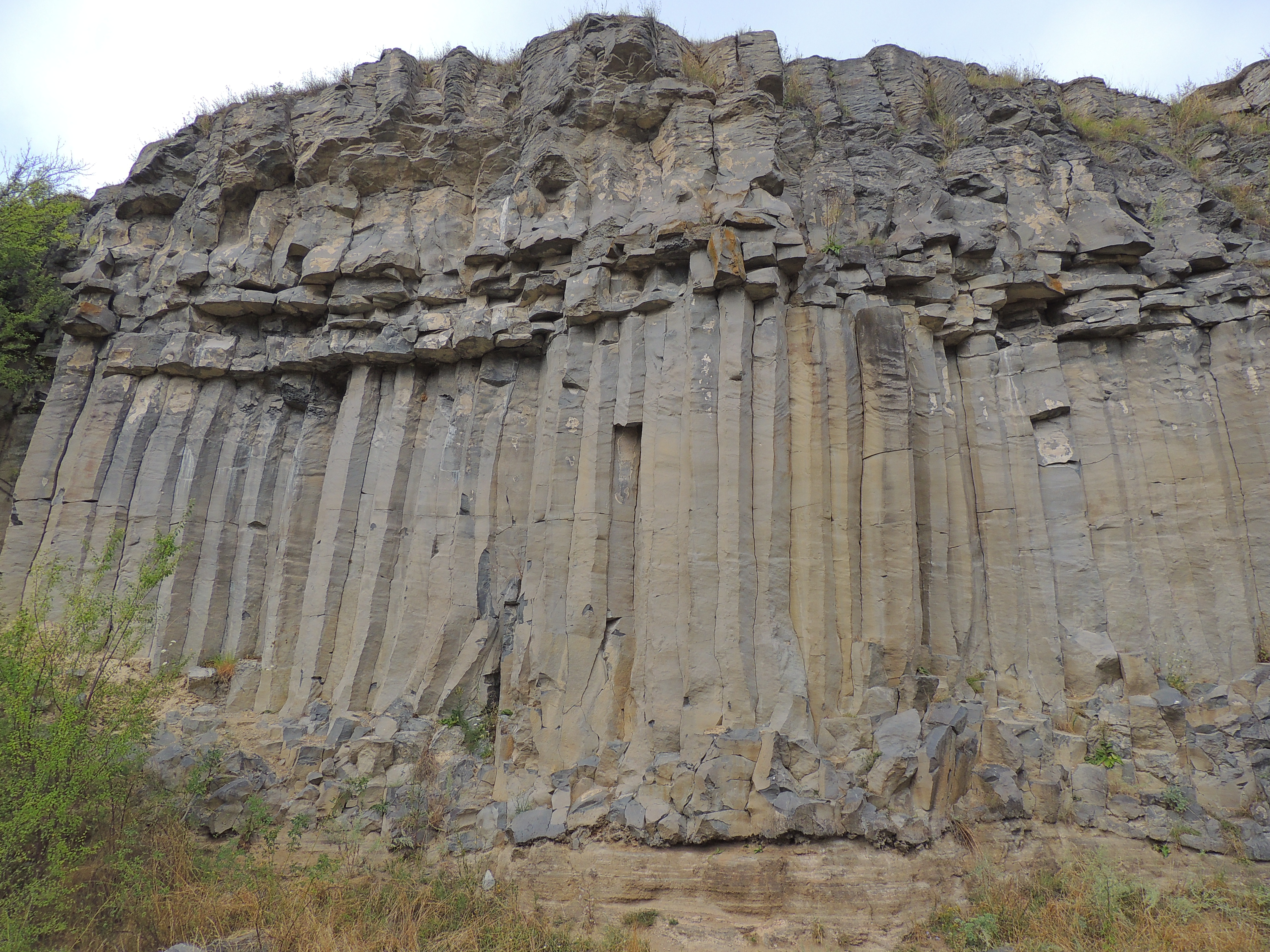
Coloane de bazalt la Racoș, județul Brașov
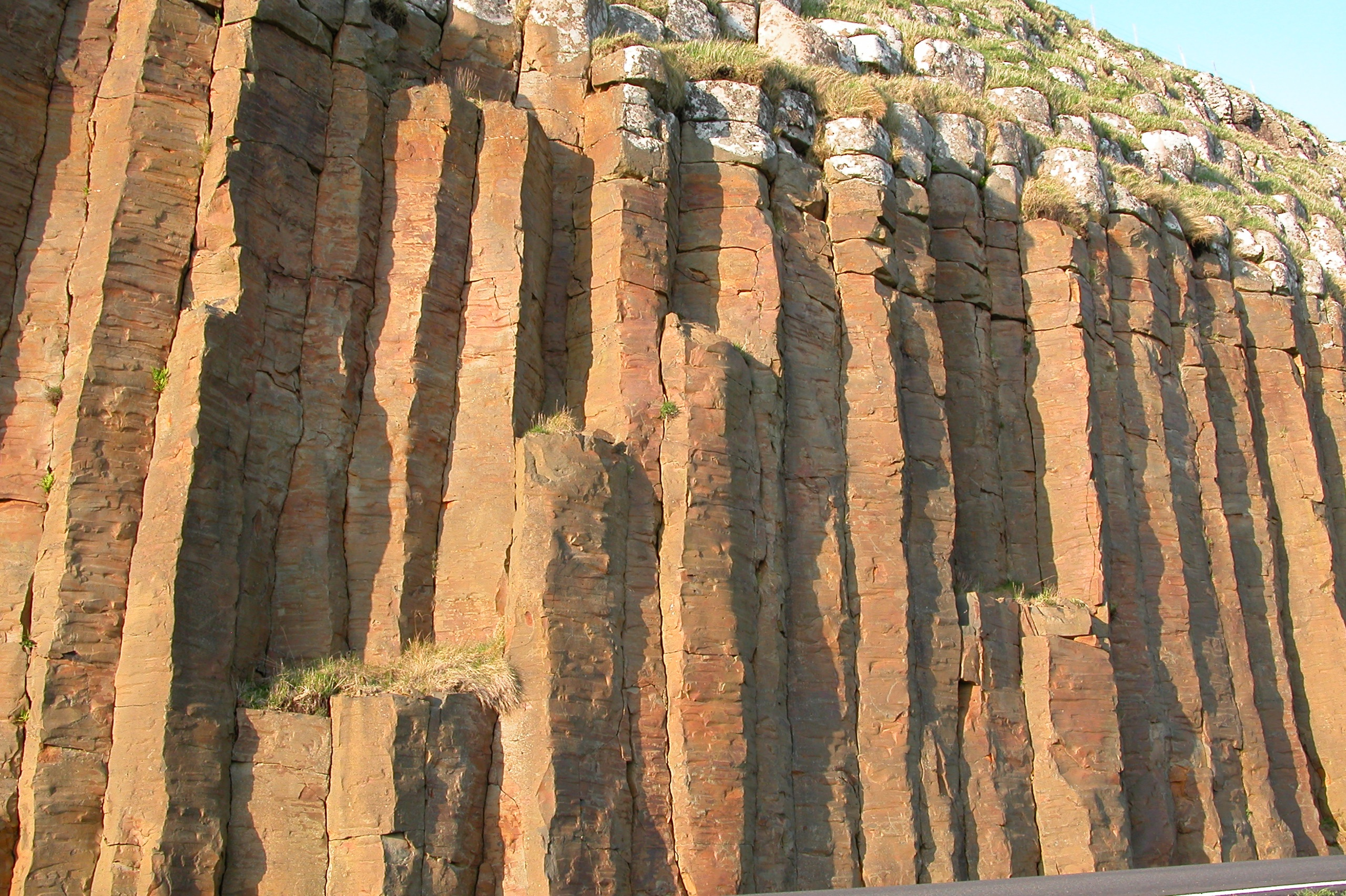
Coloane de bazalt pe insulele Färöern lângă Froðba Danemarca
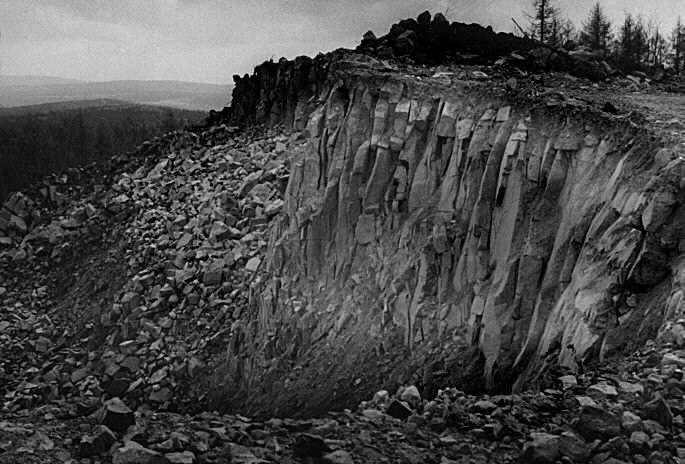
Carieră de piatră cu exploatare de bazalt în Bavaria de nord
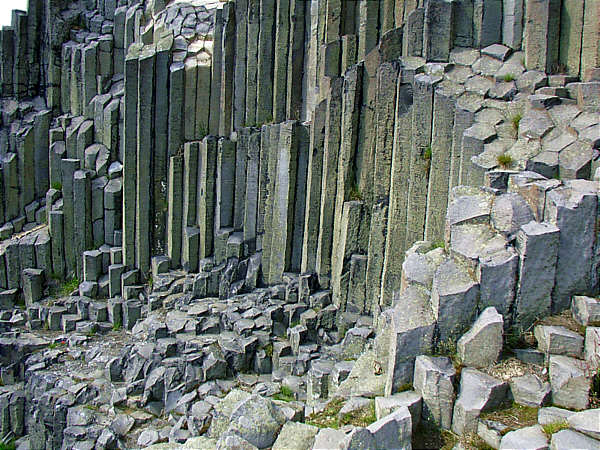
Bazalt: Stâncile Herrenhaus (Panska Skala) lângă Kamenický Šenov/Steinschönau, Munţii Lausitz în Cehia
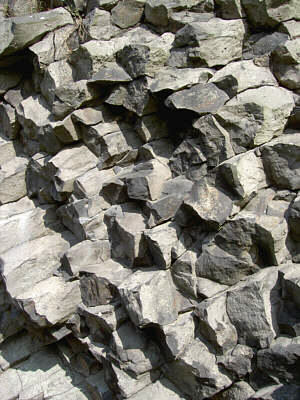
Coloane de bazalt Parkstein în Bavaria de nord